# Bougainvillia bougainvillei
Bougainvillia bougainvillei is een hydroïdpoliep uit de familie Bougainvilliidae. De poliep komt uit het geslacht Bougainvillia. Bougainvillia bougainvillei werd in 1835 voor het eerst wetenschappelijk beschreven door Brandt. 